# Scottsdale Museum of Contemporary Art
Lo Scottsdale Museum of Contemporary Art (conosciuto anche con l'acronimo SMoCA) è un museo d'arte e design di Scottsdale, negli Stati Uniti d'America.

## Storia
L'idea di costruire un museo d'arte contemporanea a Scottsdale risale al 1988, tuttavia il museo venne aperto solamente nel febbraio del 1999, ristrutturando un ex cinema su progetto dell'architetto statunitense Will Bruder.
Esso si compone di un totale di cinque gallerie che fungono da esposizione sia per mostre ed esposizioni sia per le opere della collezione permanente del museo. Fa parte dell'edificio anche Knight Rise, uno degli skyspace di James Turrell.